# Estany de l'Illa
L'Estany de l'Illa est un lac d'Andorre situé dans la paroisse d'Encamp à une altitude de 2 515 m,.

## Toponymie
- Estany est un terme omniprésent dans la toponymie andorrane, désignant en catalan un « étang »[3]. Estany dérive du latin stagnum signifiant « étendue d'eau »[4].
- Illa signifie « île » en catalan et provient directement du latin insula de même signification[5],[6]. L'estany de l'Illa est donc « l'étang avec une île », celui-comportant en effet un petit îlot en son sein[7],[8].

## Géographie

### Topographie et géologie
Le lac est situé à l'extrême nord-est de la vallée du Madriu-Perafita-Claror, classée au patrimoine mondial de l'UNESCO. La frontière espagnole est à moins de 500 m à l'est, matérialisée par le Coll de l'Illa (2 543 m). Le lac est surplombé par le pic de l'Aliga (2 820 m) ainsi que par le port de Vallcivera.

### Hydrographie
D'origine glaciaire et d'une superficie de 13 ha, l'Estany de l'Illa est l'un des plus grands lacs andorrans. Il est en effet le deuxième par la surface derrière l'estany Primer de Juclar. Ses eaux alimentent le riu Madriu, affluent de la Valira d'Orient.
| \| Estany de l'Illa \|                                                   |            |
| L'estany de l'Illa sur la carte des bassins hydrographiques de l'Andorre | Riu Madriu |
| Estany de l'Illa                                                         |            |

### Climat
| Mois                              | jan. | fév. | mars | avril | mai   | juin  | jui. | août  | sep.  | oct. | nov.  | déc. | année   |
| --------------------------------- | ---- | ---- | ---- | ----- | ----- | ----- | ---- | ----- | ----- | ---- | ----- | ---- | ------- |
| Température minimale moyenne (°C) | −5,3 | −6   | −4,4 | −3    | 0,4   | 3,8   | 6,4  | 6,3   | 4     | 1,5  | −2,1  | −4,1 | −0,1    |
| Température moyenne (°C)          | −2,5 | −2,6 | −0,7 | 0,3   | 4,3   | 8,4   | 11,8 | 11,6  | 8,4   | 4,8  | 0,6   | −1,5 | 3,6     |
| Température maximale moyenne (°C) | 0,2  | 0,7  | 3,3  | 4     | 8,5   | 13,2  | 17,7 | 17,2  | 13,2  | 8,5  | 3,6   | 1,3  | 7,6     |
| Précipitations (mm)               | 76,6 | 39,4 | 54,5 | 99,4  | 126,7 | 118,2 | 90,6 | 103,7 | 104,1 | 106  | 120,7 | 92,3 | 1 132,3 |

## Randonnée

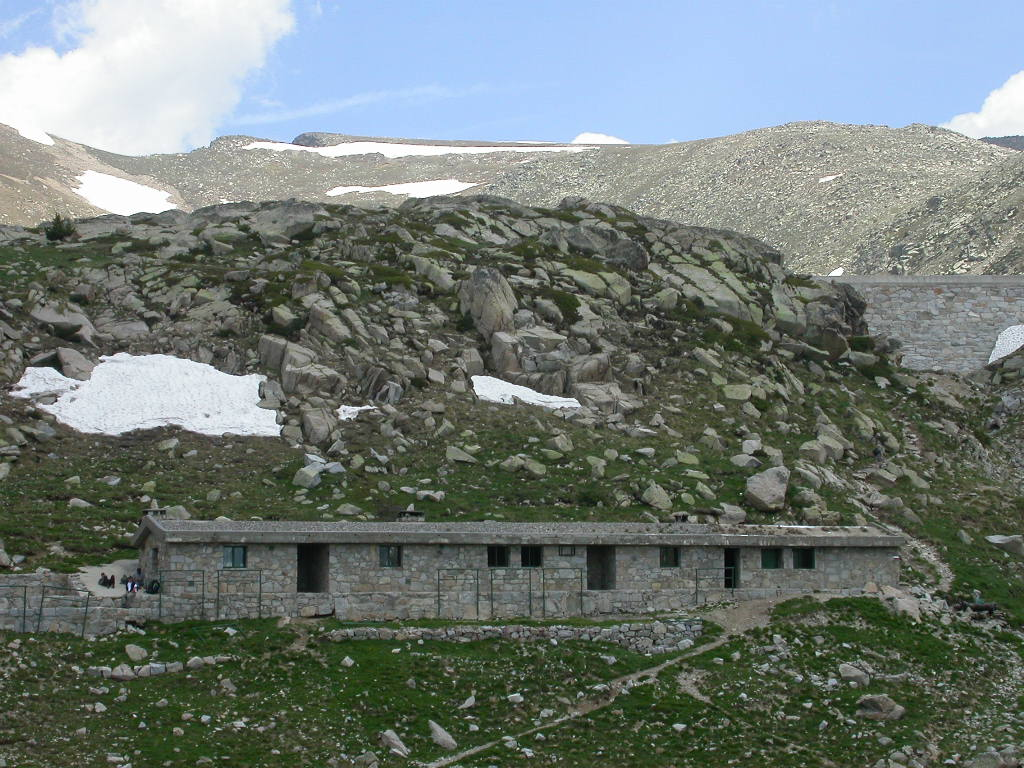
Refuge de l'Illa

Le refuge de l'Illa, d'une capacité de 42 personnes, est situé tout près de la berge sud du lac (sous le barrage). Le lac est sur le trajet du GRP, GR 11 espagnol et du GR 7. Il est donc possible d'y accéder depuis l'Andorre par la vallée du Madriu ou par le cirque des Pessons mais également depuis l'Espagne par la Vall Civera.

## Faune et flore
- Omble de fontaine (Salvelinus fontinalis)[14]
- Truite fario (Salmo trutta)[14]

## Galerie

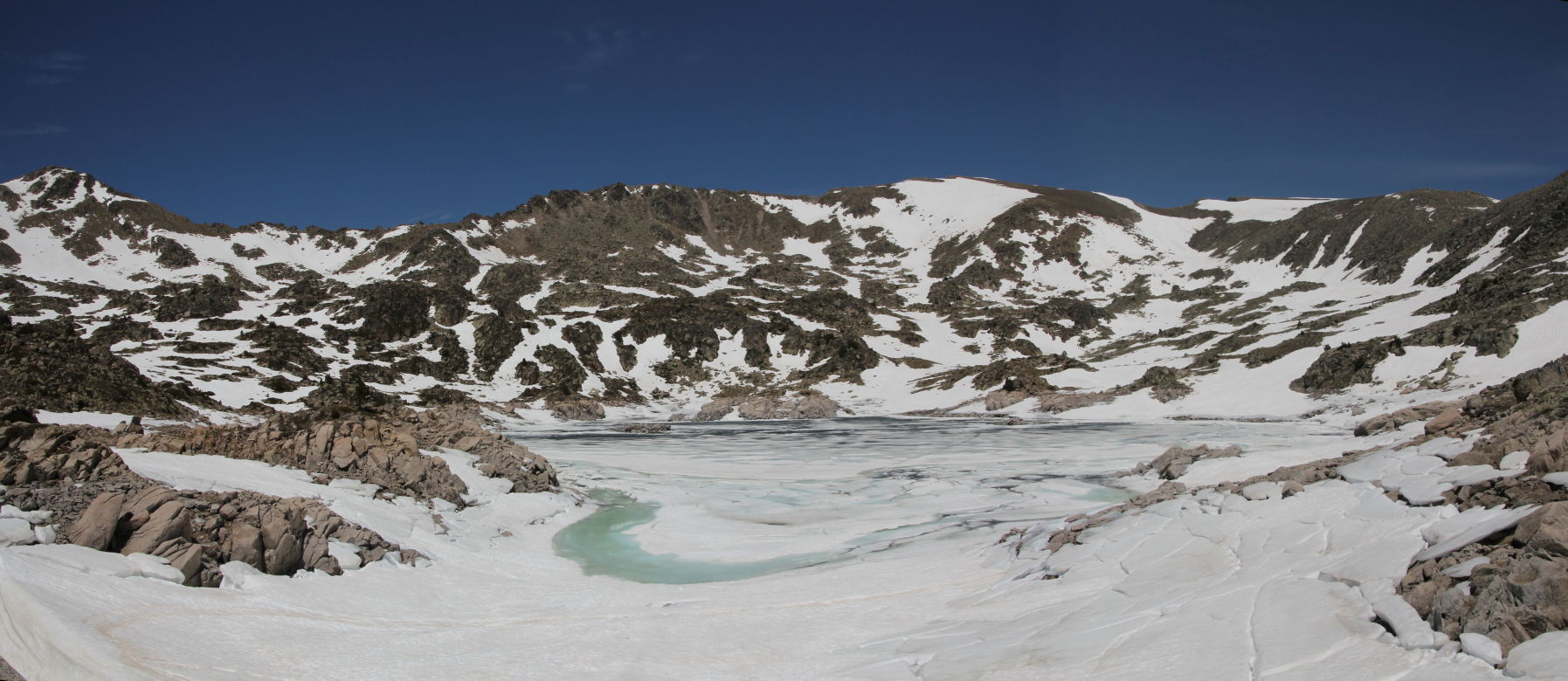
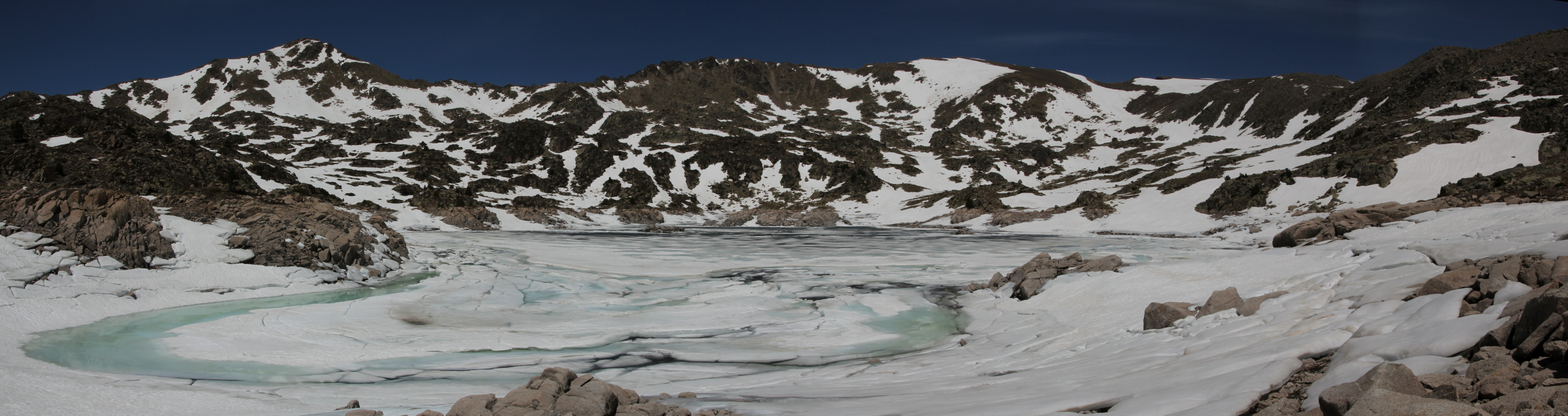